# Vialis
 (juin 2022).
Il peut être nécessaire de l'améliorer pour respecter le principe de neutralité de point de vue. Veuillez consulter la page de discussion pour plus de détails.

Vialis est une société d'économie mixte de fourniture d’électricité et de gaz naturel ainsi qu'un opérateur télécom et fournisseur de services d’éclairage public basé à Colmar dans le Haut-Rhin. Fondée en 1842 pour gérer l’éclairage public de Colmar, l’entreprise ne développe une activité énergétique qu’à partir de 1902.
Depuis le 1er janvier 2017, Vialis et l’Usine électrique municipale de Neuf-Brisach ont fusionné pour ne former qu’une seule entité. Ainsi, Vialis dispose de deux agences, à Colmar et Neuf-Brisach.
Vialis est le nom de l’entreprise depuis 2000. Son nom peut être découpé en trois parties : « Vi » la vie de ses clients, « al » la première syllabe du mot Alsace et « IS », concept de service.

## Histoire
En 1842, le conseil municipal de Colmar décide de doter les rues d’un éclairage au gaz naturel et fait appel à une société privée pour installer une usine de production. Cette usine est rachetée par la ville en 1850 pour devenir les « Usines Municipales de Colmar » (UMC). 34 ans plus tard, l’UMC se voit confier le projet d’approvisionnement de l’eau potable de Colmar jusqu’en 1993.
C’est au début du XXe siècle que l’activité énergie se développe avec la création d’une centrale thermique au charbon d’une puissance de 44 kW sur la zone de Neuf-Brisach. En 1902 c’est une centrale thermique électrique qui voit le jour à Colmar.
En 1946, malgré la loi visant à nationaliser les sociétés françaises d'électricité, les UMC conservent leur statut d’Entreprise locale de distribution d'électricité et de gaz. 
L’entreprise procède à un changement de nom en 1972 en devenant la « Régie Municipale de Colmar ».
Dans les années 1990, Vialis se sépare des services de transport en commun, qui deviennent la STUCE (Société de Transport Urbain Colmar et Environs). 
En 1993 intervient la restructuration de la Régie avec les activités gaz, électricité et Eclairage public ; l’exploitation de l’eau est transférée à la « Colmarienne des Eaux ». C’est aussi en 1993 que le Musée des usines municipales de Colmar (MUM) est créé pour retracer l’histoire des services publics de Colmar.
En 1994, Vialis rachète le réseau câblé colmarien afin de proposer des offres télévisées, diffuse la chaîne locale TV7 Colmar, et commence son activité Internet en 1996, et la partie téléphonie fixe en 2007.
Entre 1999 et 2009, deux nouveaux postes sources sont créés à Algolsheim et Vogelgrun.
En 2015, afin d’étendre son territoire de services, Vialis entre au capital d’Alsen, aux côtés de Gaz de Barr.
En 2017, Vialis et l’UEM de Neuf-Brisach fusionnent et l’activité Télécoms lance de nouvelles offres mobiles et sur le réseau FTTH déployé par Rosace.
À la suite de la fermeture de la centrale de Fessenheim, Vialis remporte l’appel d’offre grâce à un projet photovoltaïque de 22MW à Volgelsheim.

## Identité visuelle

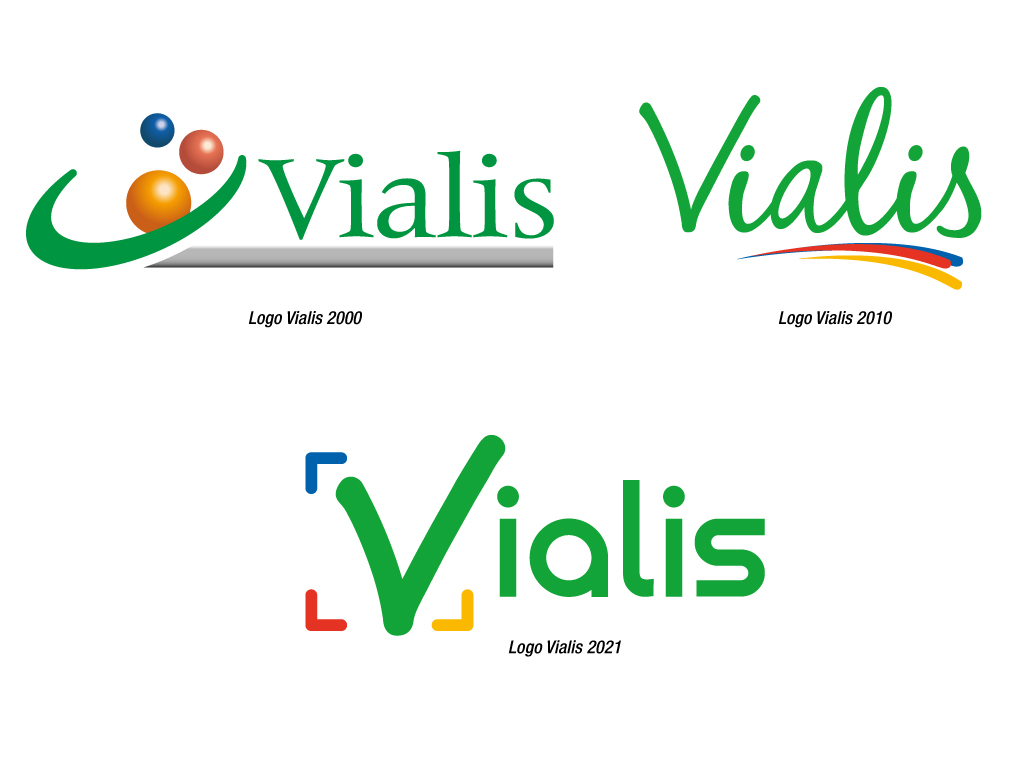
Évolution du logo Vialis au 21éme siècle.

## Actionnariat
Liste au 21/01/2021
| Nom                                 | %       |
| ----------------------------------- | ------- |
| Ville de Colmar                     | 40,95 % |
| Ville de Neuf-Brisach               | 20,48 % |
| Électricité de Strasbourg (Fipares) | 9,94 %  |
| Réseau GDS                          | 9,94 %  |
| Enovos                              | 7,95 %  |
| Gaz de Barr                         | 5,17 %  |
| Engie Cofely                        | 3,98 %  |
| BFCM Crédit mutuel                  | 1,39 %  |
| Banque Populaire                    | 0,20 %  |